# Oak Island

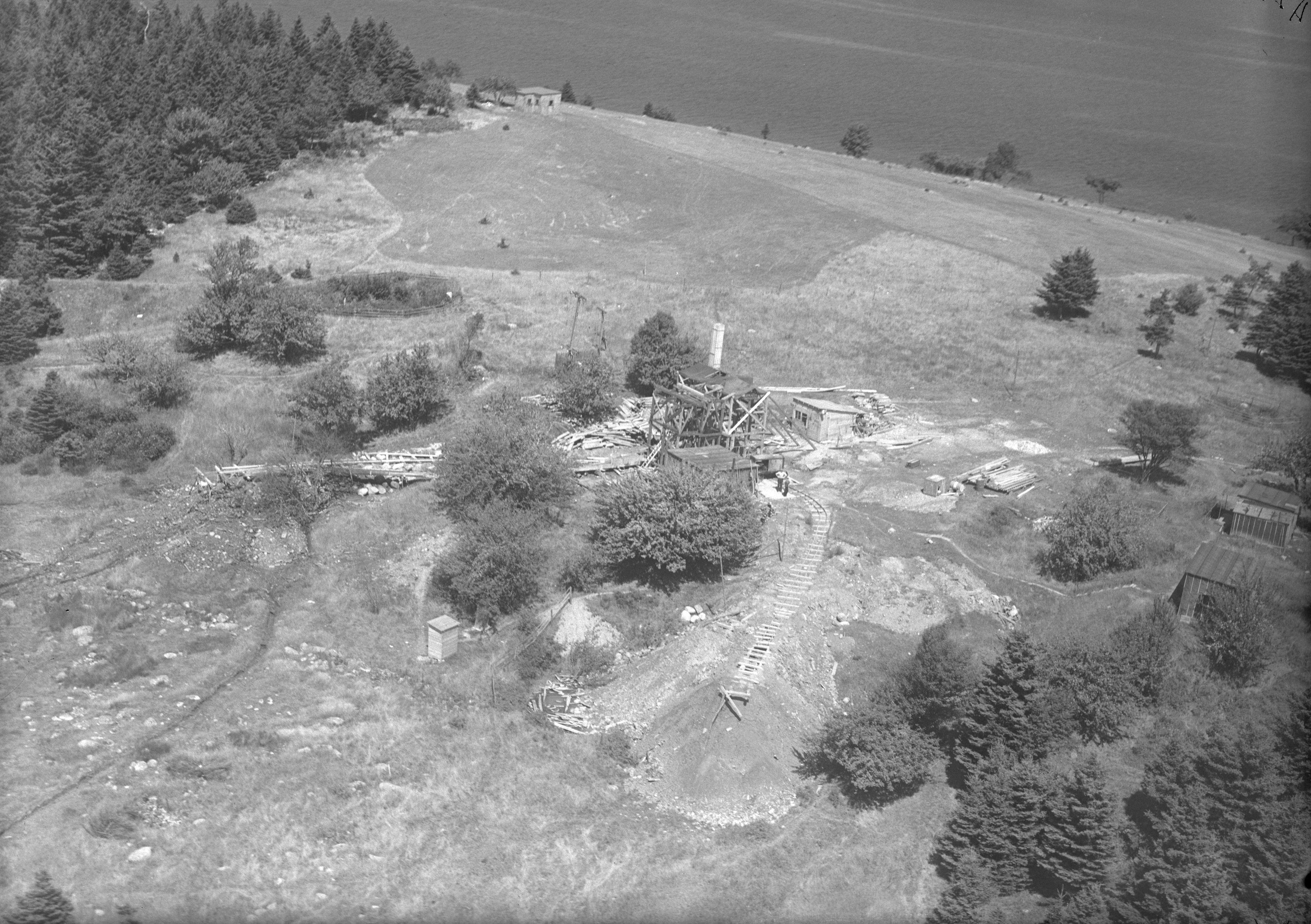
Flygfoto över utgrävningar och byggnader på Oak Island i augusti år 1931.

Oak Island (efter The Oak Island, "Ekön") är en ö utanför Nova Scotia i Kanada.

## Skattgömman
År 1795 fann 18-åringen Daniel McGinnis från närområdet en skapad glänta på ön. Alla träd hade sågats ned, förutom en jättelik ek. Runt en av grenarna på eken fanns skavmärken efter rep och i närheten under var marken nedsjunken. Tillsammans med två kamrater började han gräva på platsen och de fann snart ett gruvliknande schakt.
Pojkarna saknade resurser för att gräva djupare, men de skattjägare som kom dit under de kommande århundradena satsade stora penningsummor på att utforska schaktet för att finna skatten. Den mest namnkunnige av dessa skattletare var den blivande amerikanske presidenten Franklin Roosevelt, som deltog i ett utgrävningsförsök år 1909.
År 1970 hade man grävt ned till 66 meters djup utan att finna någon skatt i det nu vattenfyllda hålet. När man sänkte ned en TV-kamera lyckades man filma något som såg ut att kunna vara kistor, men dykarna som sändes ned fann inget.
Skattgömman på Oak Island är i dag en turistattraktion, men fortfarande är det ett mysterium vad schaktet egentligen har använts till. Man fann även en sten med en inskription, vilken har översatts både som "Ten feet below are two million pounds buried" ("Tio fot ned är två miljoner pund begravda") och som "Forty feet below, two million pounds lie buried" ("Fyrtio fot ned ligger två miljoner pund begravda"). När man tog bort stenen utlöstes en fälla som vattenfyllde hålet, men stenen har därefter försvunnit.
Det finns många olika teorier om vad "skattgömman" kan ha haft för syfte. Kapten William Kidd (1645–1701) kan ha grävt ned en skatt på ön, enligt en av legenderna, strax innan han blev fångad. En annan teori är att Kapten Kidd kan ha använt ön som mötesplats för att konspirera med Long Ben Avery. Vissa har trott att Tempelriddarna begravt sina rikedomar där.

## Oak Island i populärkultur
Oak Island har varit populär i skattlitteratur med början år 1863, då en bok om ön gavs ut för första gången och nya böcker kommer ut på regelbunden basis. Det har givits ut över femtio böcker som behandlar öns historia och utforskar konkurrerande teorier. Flera skönlitterära verk har baserats på legenderna om Oak Island.
År 2012 var ön med i datorspelet Assassin's Creed III av Ubisoft. Spelare kan nå Oak Island genom att utföra uppdrag som rör Kapten Kidds skatt och finner där en grotta full av naturliga smaragder och en magisk ring som skyddar spelaren från fiendens kulor.
Den 5 januari 2014 började History Channel sända The Curse of Oak Island, en dokumentärserie om en grupp moderna skattjägare som leds och finansieras av två bröder, Rick och Marty Lagina, som köpte större delen av Oak Island år 2006.